# 148 (nombre)
Cet article concerne le nombre 148. Pour l'année, voir 148 et -148.
148 (cent quarante-huit) est l'entier naturel qui suit 147 et qui précède 149.

## En mathématiques
Cent quarante-huit est un nombre heptagonal et heptagonal centré.

## Dans d'autres domaines
Cent quarante-huit est aussi le nombre de Dunbar.